# Хандуд
Хандуд (дарі خندود) — селище у центральній частині афганської провінції Бадахшан. Адміністративний центр найбільш східного району країни — Вахану.

## Географія
Знаходиться у західній частині району у межах високогір'я Паміру.

### Клімат
Містечко перебуває у зоні так званої «гірської тундри», котра характеризується кліматом арктичних пустель. Найтепліший місяць — липень із середньою температурою 13.3 °C (55.9 °F). Найхолодніший місяць — січень, із середньою температурою -12.3 °С (9.9 °F).
| Клімат Хандуда          | Клімат Хандуда | Клімат Хандуда | Клімат Хандуда | Клімат Хандуда | Клімат Хандуда | Клімат Хандуда | Клімат Хандуда | Клімат Хандуда | Клімат Хандуда | Клімат Хандуда | Клімат Хандуда | Клімат Хандуда | Клімат Хандуда |
| Показник                | Січ.           | Лют.           | Бер.           | Квіт.          | Трав.          | Черв.          | Лип.           | Серп.          | Вер.           | Жовт.          | Лист.          | Груд.          | Рік            |
| Середня температура, °C | −12,3          | −10,7          | −4,9           | 1,7            | 5,6            | 10,3           | 13,3           | 13,2           | 9              | 3,2            | −2,9           | −8,3           | 1,4            |
| Норма опадів, мм        | 46.6           | 57.5           | 79             | 74.5           | 60.3           | 21.7           | 16.1           | 13.5           | 8.8            | 27.4           | 35.8           | 49.2           | 490.4          |
| Днів з опадами          | 6,4            | 7,7            | 10             | 10,2           | 10,7           | 7,1            | 7              | 5,7            | 4,2            | 4,8            | 4,4            | 6,1            | 84,3           |
| Вологість повітря, %    | 59.7           | 61.3           | 58.6           | 56.7           | 53.1           | 43.1           | 43.8           | 45.9           | 44.8           | 46.7           | 49.1           | 55.4           | 51.5           |
| ----------------------- | -------------- | -------------- | -------------- | -------------- | -------------- | -------------- | -------------- | -------------- | -------------- | -------------- | -------------- | -------------- | -------------- |
| Джерело: Weatherbase    |                |                |                |                |                |                |                |                |                |                |                |                |                |